# ولکلیر
ولکلیر (به فرانسوی: Velleclaire) یک کمون در فرانسه است که در Canton of Gy واقع شده‌است.

## خصوصیات
ولکلیر ۴٫۱۳ کیلومترمربع مساحت و ۷۰ نفر جمعیت دارد.